# Alt-Rhoden

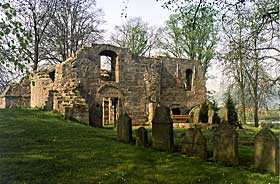
Kirchenruine Alt-Rhoden

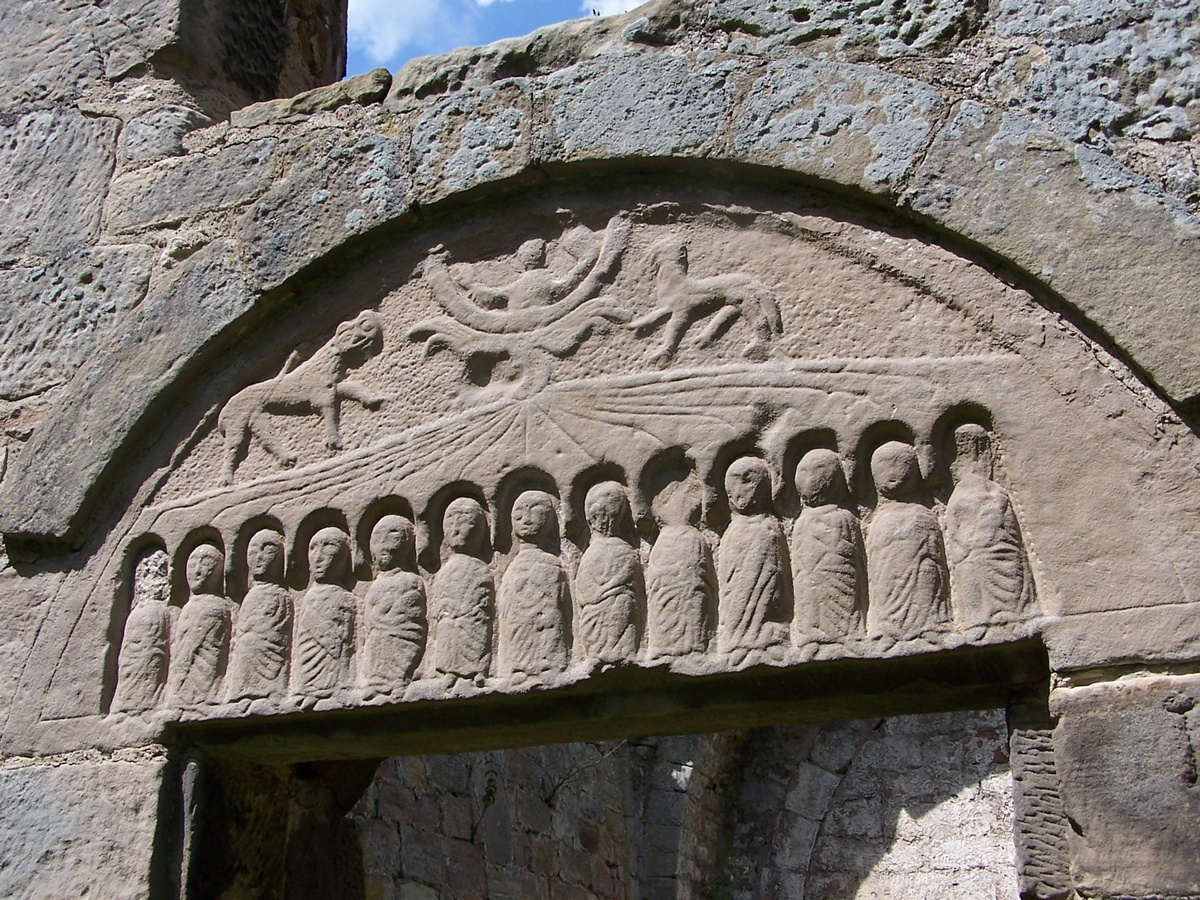
Tympanon (Abguss; Original jetzt in der Stadtkirche Rhoden)

Alt-Rhoden ist ein wüstgefallener, mittelalterlicher Siedlungsplatz nahe der ehemaligen Stadt Rhoden, heute ein Stadtteil von  Diemelstadt (Hessen), mit erhaltener romanischer Kirchenruine.

## Geschichte
Erste Siedlungsspuren sind ungefähr aus dem Jahr 800 nachgewiesen. Damals befand sich in der Siedlung ein karolingischer Hof. Der Name ist nicht eindeutig geklärt. Es tauchen die Namen Radi, Rothum, Rothen und Roden auf. Im Jahr 1020 übergab der auf der Wartburg bei Warburg residierende Graf Dodiko die Siedlung aus dem Corveyschen Besitz an Bischof Meinwerk und das Hochstift Paderborn. In den ersten Jahrzehnten des 13. Jahrhunderts verließen die Bewohner Alt-Rhodens die Siedlung und siedelten sich bei der Burg Rhoden an, da diese besseren Schutz bot.

## Kirchenruine
Die Kirche wurde um 1000 erbaut und war der Jungfrau Maria sowie dem Apostel Bartholomäus geweiht. Sie wurde auch nach dem Verlassen der Siedlung noch bis 1817 als Begräbniskirche für die umliegenden Orte genutzt. Hiervon zeugen noch heute zahlreiche Grabsteine. 1792 wurde bei Grabungen die ursprüngliche Kreuzform der Anlage freigelegt. 1856 stürzte das Dach des Langhauses der Kirche ein, die damit zur Ruine wurde. 1858 bis 1860 wurde die Giebelwand abgerissen.  Von besonderer Bedeutung ist ein Tympanon, das in der Mitte des 12. Jahrhunderts entstand und die Ausgießung des Heiligen Geistes darstellt. 
Koordinaten: 51° 29′ N, 9° 1′ O

## Galerie

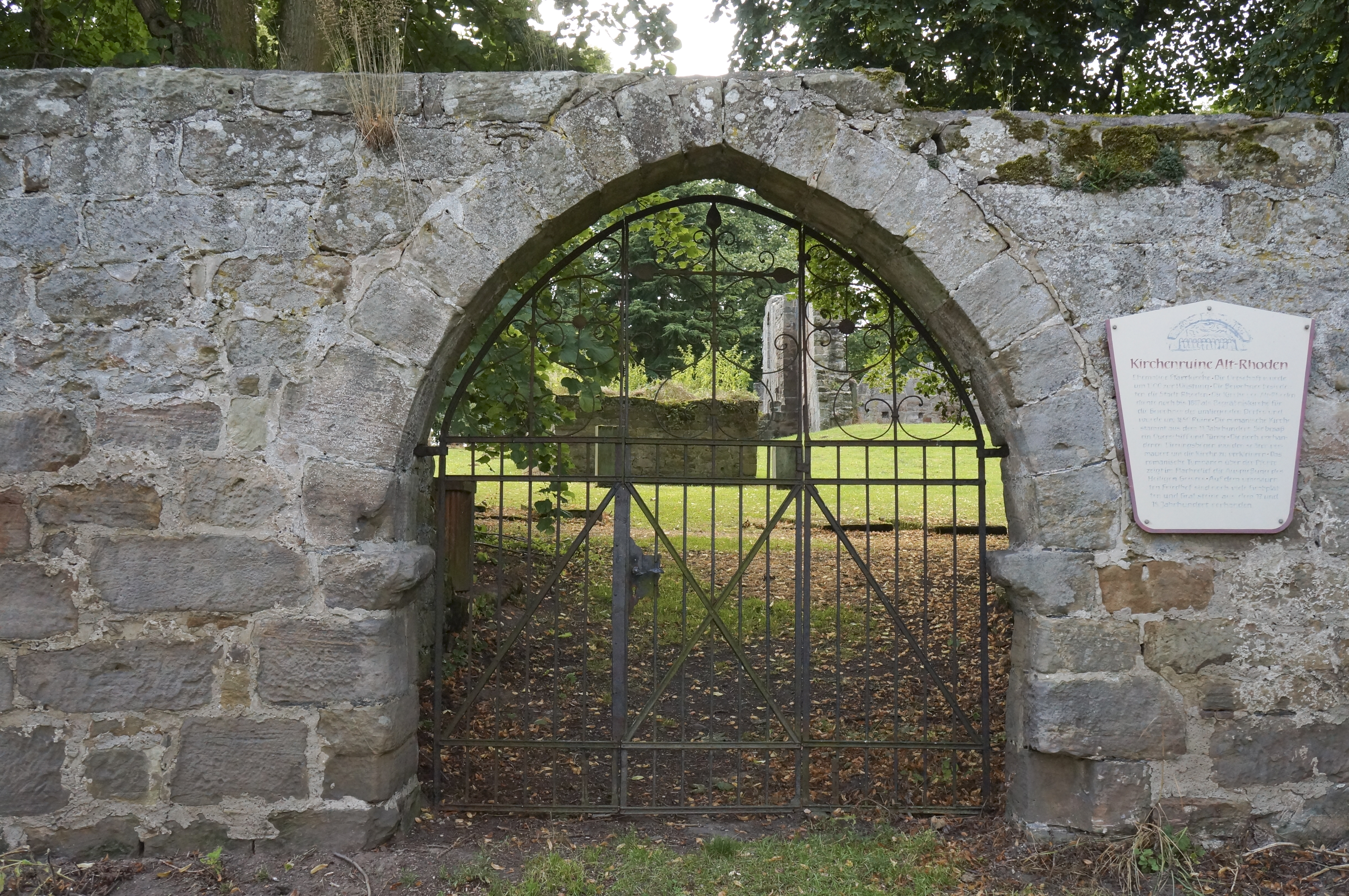
Tor zum Gelände der Kirchenruine Alt-Rhoden
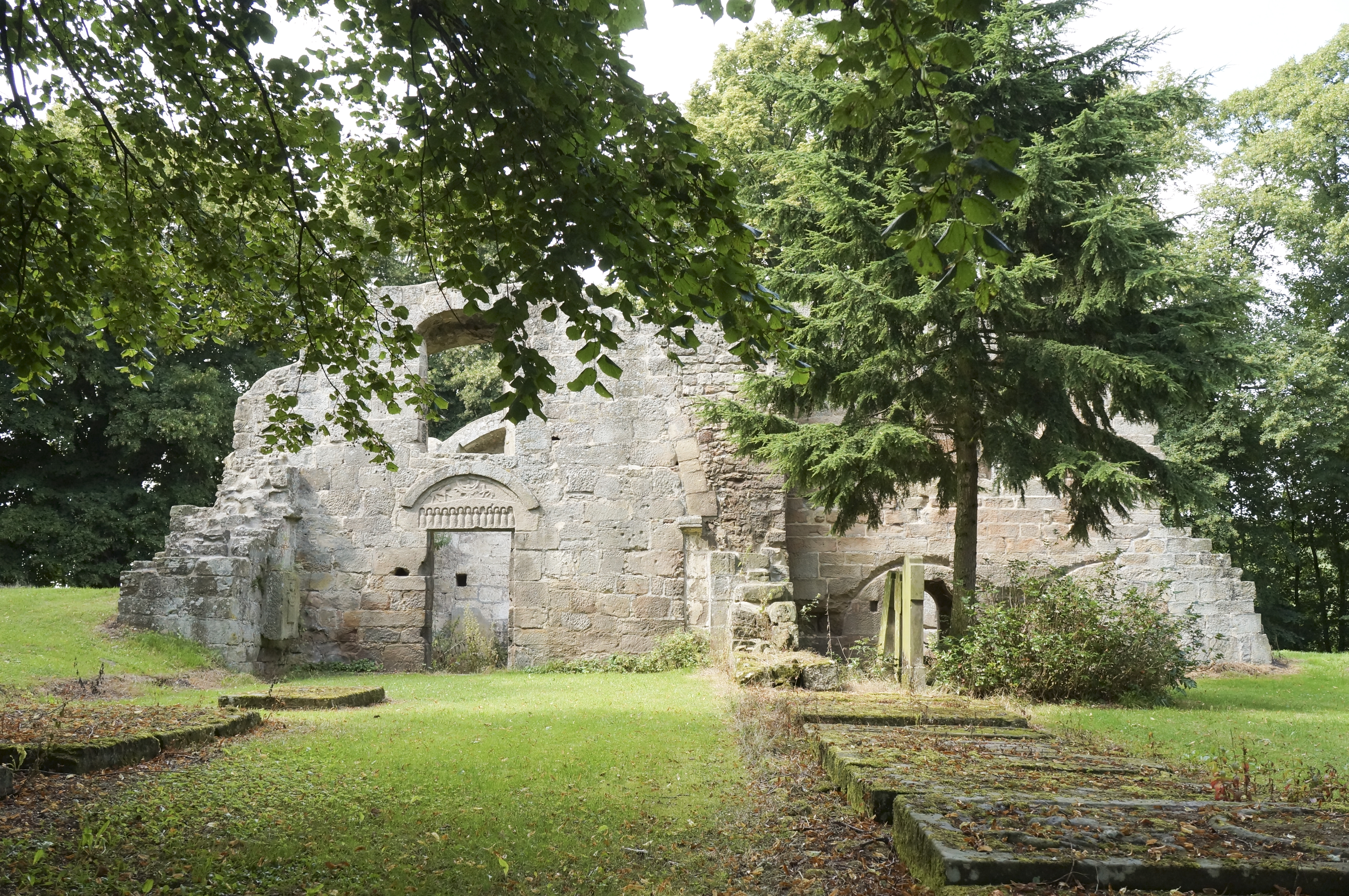
Kirchenruine Alt-Rhoden
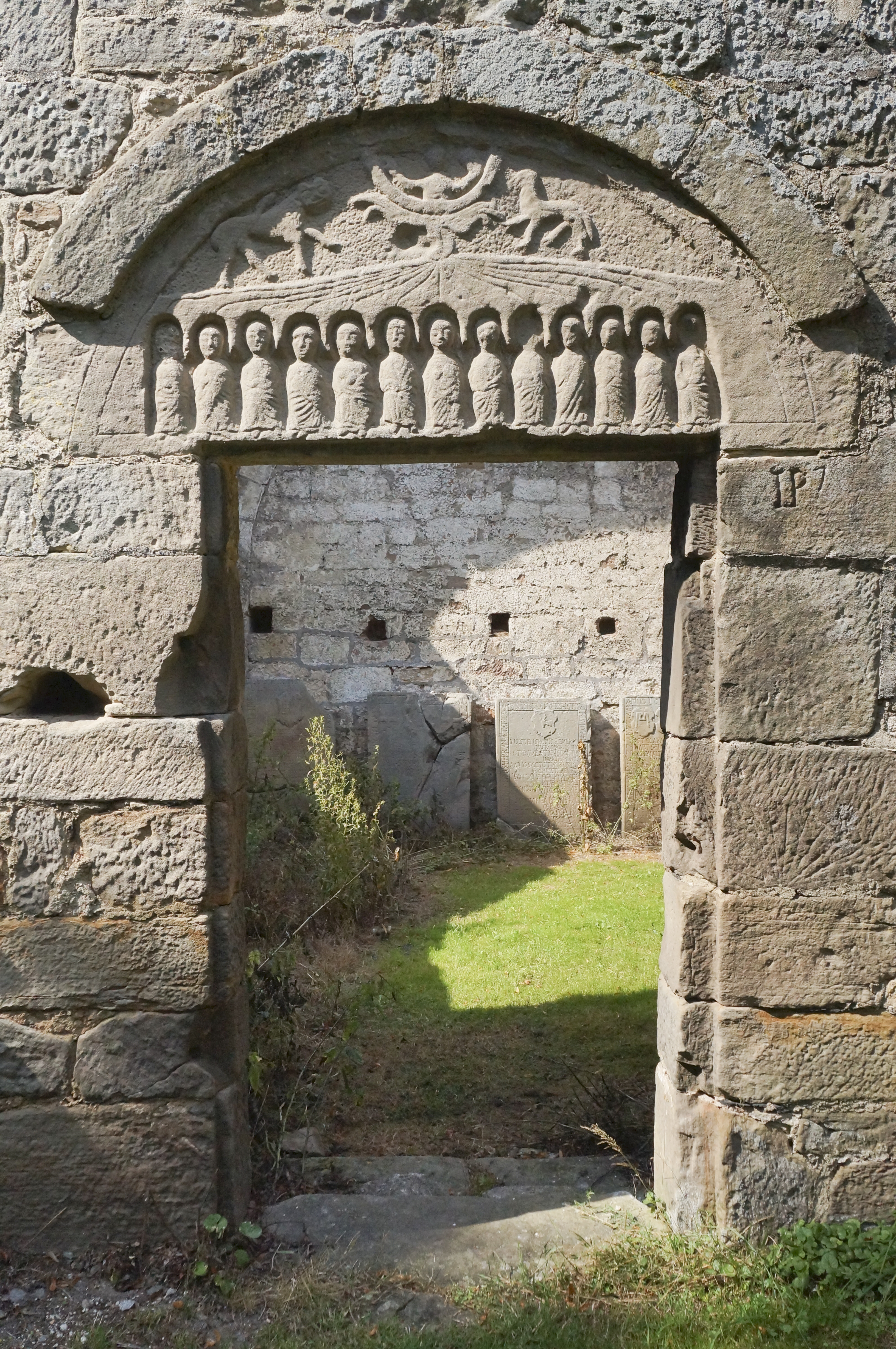
Tympanon über dem Eingang des eigentlichen Gebäudes der Kirchenruine Alt-Rhoden
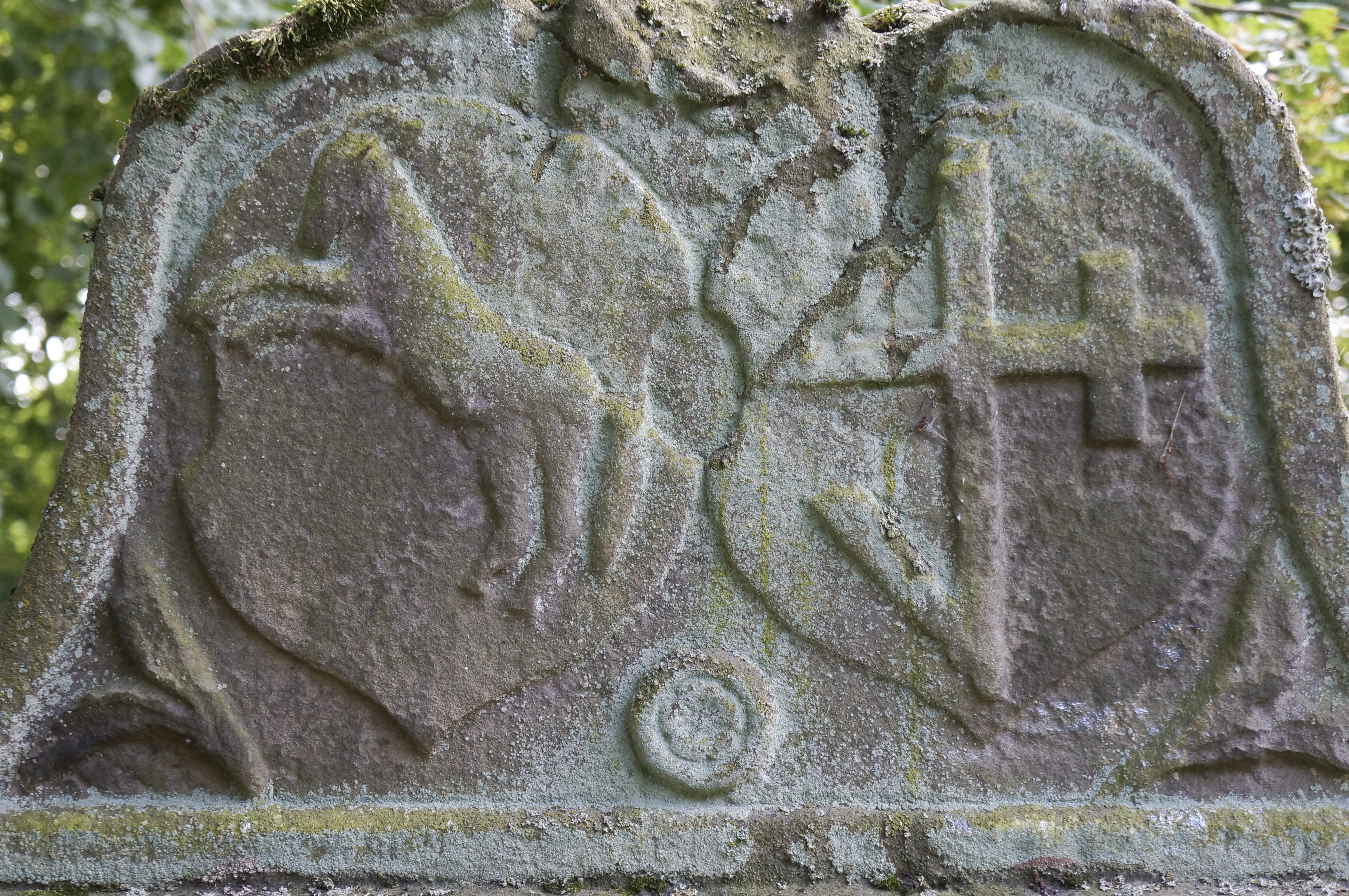
Grabstein neben der Kirchenruine Alt-Rhoden
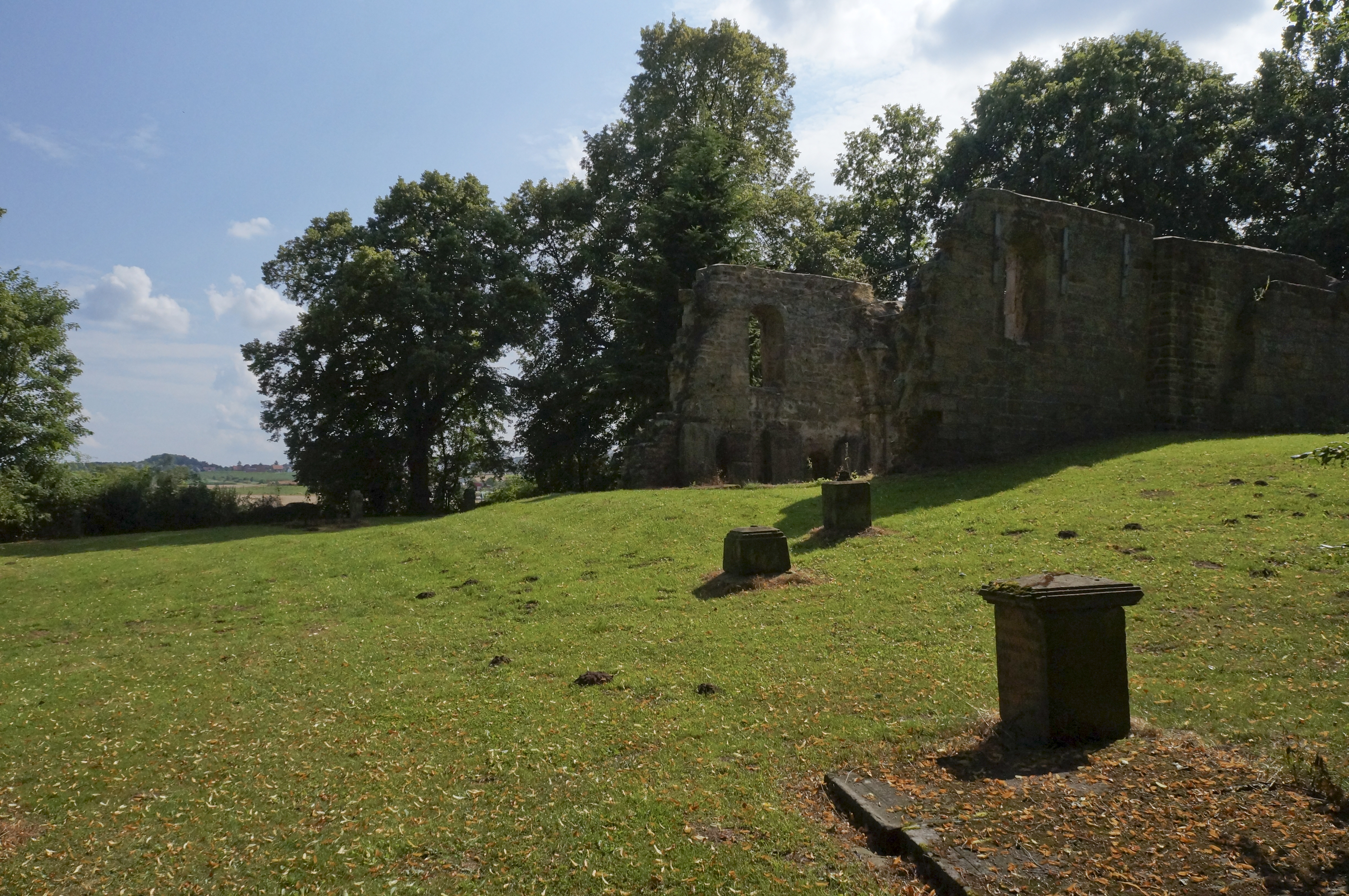
Blick über die Anlage der Kirchenruine Alt-Rhoden